# Campillo de Ranas
Pour les articles homonymes, voir Campillo.
Campillo de Ranas est une commune d'Espagne de la province de Guadalajara dans la communauté autonome de Castille-La Manche.